# Río Lucie

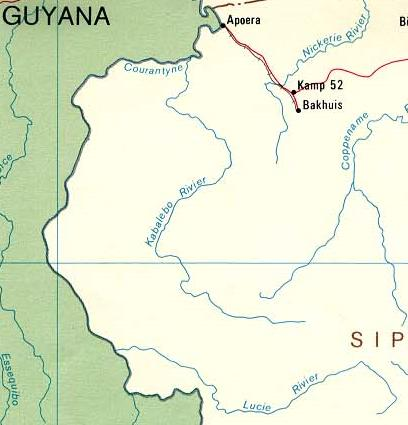
Recorrido del río Lucie.

El río Lucie es un río de Surinam. El río fluye por la zona oeste de Surinam. Nace en la zona norte de la cadena montañosa Eilerts de Haan, que forman parte del Macizo de Guayana y fluye en dirección oeste hasta el límite con Guyana. En su reccorrido pasa cerca del Juliana Top que es el punto más alto de Surinam. Finalmente sus aguas desembocan en el río Corentín, que finalmente fluye hacia el océano Atlántico. 